# David Nordemann
David Nordemann (Nijmegen, 19 juni 1997) is een Nederlands voormalig mountainbiker. Hij was in 2017 en 2018 Nederlands kampioen cross-country mountainbiken bij de beloften en in 2022 bij de elite. Bij het wereldkampioenschap voor beloften in Lenzerheide in 2018 won hij een bronzen medaille. Materiaalpech weerhield hem ervan om ook op het Europese kampioenschap edelmetaal te winnen.
Hij kreeg in zijn carrière behoorlijk wat tegenslag. In de zomer van 2020 is de mountainbiker geopereerd aan een vernauwde slagader in zijn rechterbeen. Zo'n vernauwing beperkt de bloedstroom en zorgt voor een groot vermogensverlies in het been bij stevige inspanning. Na een aantal zware valpartijen kreeg hij angst om te dalen, maar hij herpakte zijn vorm en durf.
In 2023 beëindigde Nordemann zijn loopbaan na de Europese kampioenschappen. Zijn ploegleider Bart Brentjens reageerde verrast en had hem in staat geacht om deel te nemen aan de Olympische Spelen in 2024. Hij roemde hem ook voor het telkens weer terugknokken na tegenslag. Nordemann zelf zei nog altijd van het fietsen te genieten, maar het niet meer op te kunnen brengen om in de wedstrijden te vechten.

## Belangrijkste resultaten
2018
- WK Cross-country (Belofte)
- NK Cross-country (Belofte)
- 4de World cup Cross-country - Monte-Saint-Anne (Belofte)
- 6de EK Cross-country (Belofte)
- 6de World cup Cross-country - Val di sole (Belofte)
- 7de World cup Cross-country - Nove mesto (Belofte)
- 7de NK marathon (Elite)
- 10de World cup Cross-country - Vallnord (Belofte)
- UCI MTB MARATHON SERIES - Bike Maraton Jelenia Góra (Elite)
- Jelena Góra Trophy - Maja Wloszczowska MTB Race (Belofte)

2022
- NK Cross-country (Elite)